# Bâtiment de l'administration du district à Kruševac
Le bâtiment de l'administration du district à Kruševac (en serbe en écriture cyrillique : Зграда Окружног начелства у Крушевцу ; en serbe latin : Zgrada Okružnog načelstva u Kruševcu) se trouve à Kruševac, dans le district de Rasina, en Serbie. Il est inscrit sur la liste des monuments culturels de grande importance de la république de Serbie (identifiant no SK 394),,.

## Présentation

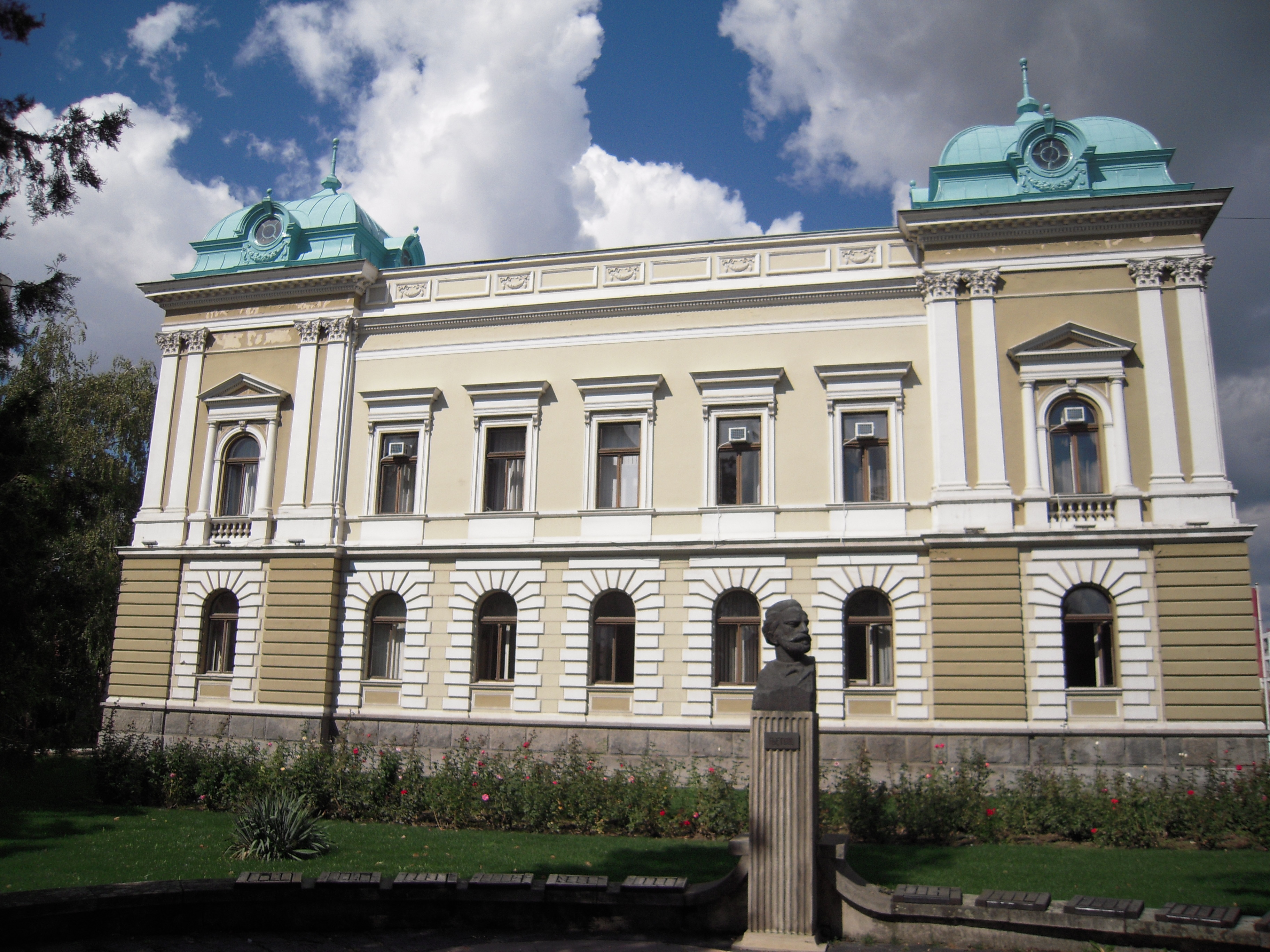
La façade arrière du bâtiment.

La construction du bâtiment a commencé en 1900 selon un projet de l'architecte Nikola Nestorović ; Otto Goldner a terminé les travaux en 1904. Il est caractéristique du style éclectique, avec une forte influence du néo-classicisme,.
La façade principale s'organise symétriquement autour d'une avancée centrale proéminente, soulignée par la présence d'un dôme aplati ; aux angles du bâtiment se trouvent deux autres avancées couronnées de dômes ; ces dômes sont dotés d'une base carrée aux angles et rectangulaire au centre,. L'avancée centrale est encore mise en valeur par sa décoration : les trois fenêtres de l'étage sont encadrées par des piliers de style ionique et surmontées par une ornementation florale ; l'ensemble est dominé par un entablement supportant un fronton triangulaire. La façade arrière (façade ouest) dispose aussi de deux avancées latérales, chacune surmontée d'un dôme ; à l'étage, chacune est dotée d'une fenêtre rectangulaire entourée de deux pilastres de style corinthien et surmontée d'un petit tympan triangulaire.
À l'intérieur, le hall central est orné à l'étage de colonnes massives supportant des arcades et des voutes en berceau ; il doté d'un escalier monumental avec une balustrade en marbre et des plafonds à caissons carrés grands mais peu profonds. Devant la grande salle où se tiennent les sessions de l'Assemblée municipale se trouve une œuvre en marbre du sculpteur croate Ivan Rendić intitulée Hercegovka plete venac (« Herzégovienne tressant une coronne »), copie de la culture réalisée en 1885 pour la tombe de Stevan Ivanković, un marchand de Trieste.
En 1971, 1989 et 1989, des mosaïques de Mladen Srbinović ont été installées dans la salle de cérémonie, également appelée « salle des mosaïques » ; elles sont inspirées par le Moyen Âge serbe et l'histoire de Kruševac à partir des XIVe et XVe siècles,.
Des travaux de conservation ont été effectués, par intermittence, jusqu'en 2006,,.

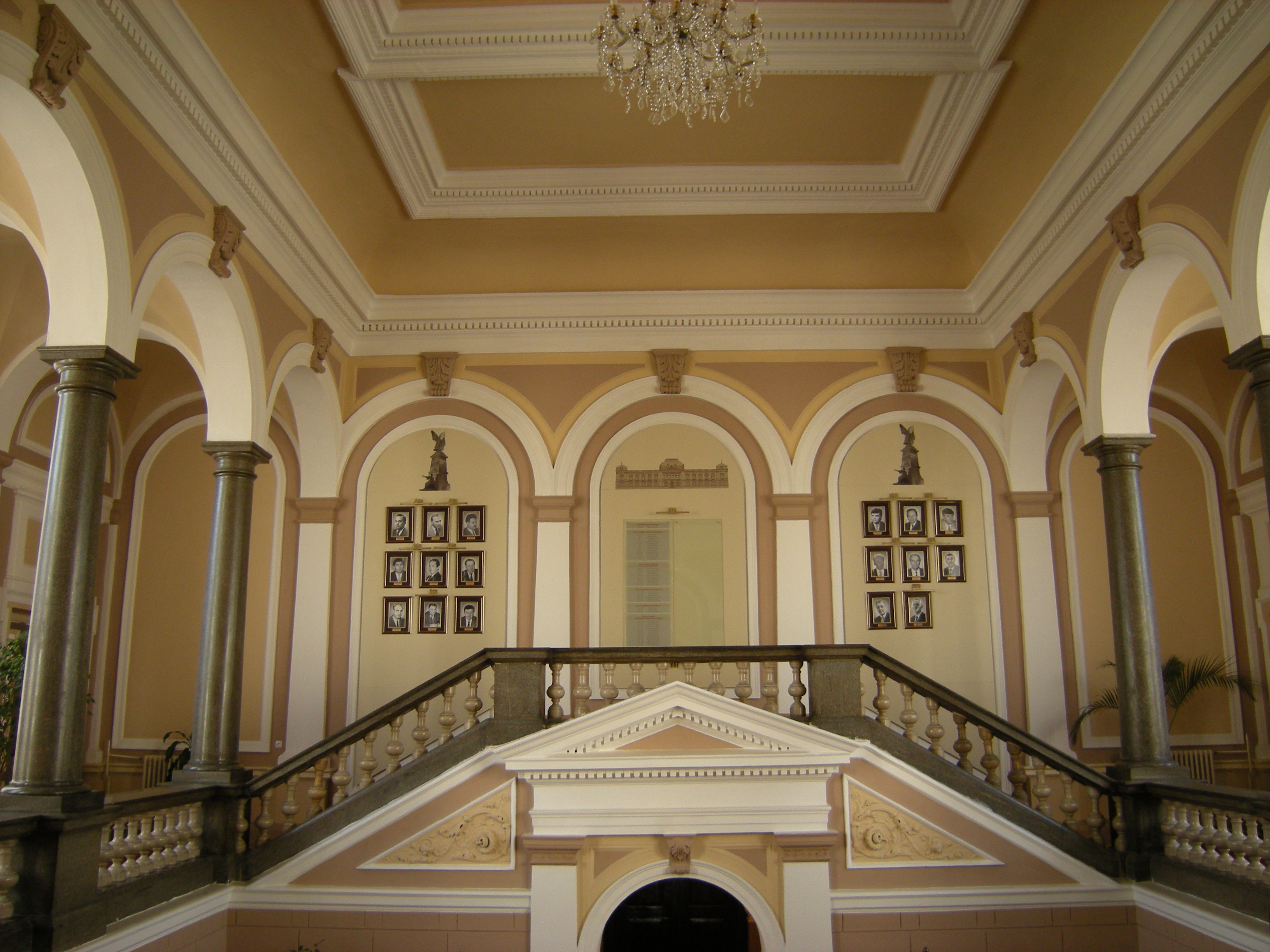
Le hall d'entrée avec le grand escalier, vue de l'étage.